# Neopomacentrus nemurus
Neopomacentrus nemurus és una espècie de peix de la família dels pomacèntrids i de l'ordre dels perciformes.

## Morfologia
Els mascles poden assolir els 8 cm de longitud total.

## Distribució geogràfica
Es troba a Indonèsia, les Filipines, Palau, Papua Nova Guinea, Salomó i Vanuatu.